# Poplar (DLR)
Poplar is een station van de Docklands Light Railway in de Londense wijk Poplar in de Docklands in het oosten van Groot-Londen. Het station werd in 1987 in gebruik genomen. Het ligt tussen de stations West India Quay (metrostation), Westferry, All Saints en Blackwall.